# District de Chirumhanzu
Le district de Chirumhanzu est une subdivision administrative de second ordre de la province des Midlands au Zimbabwe. Il est situé entre Mvuma et Masvingo.
Son centre est à environ 46 km au sud de Mvuma mais le centre administratif a déménagé à Mvuma, une petite ville minière juste à côté de l'autoroute Harare-Beitbridge près de l'embranchement de Gweru.